# 阿卜杜拉·薩利姆·薩巴赫
阿卜杜拉·薩利姆·薩巴赫（Abdullah Al-Salim Al-Sabah，1895年至1965年11月24日），科威特埃米爾，1950年至1965年在位。阿卜杜拉·薩利姆·薩巴赫是第九代埃米爾薩利姆·穆巴拉克·薩巴赫之子。
阿卜杜拉於堂兄艾哈邁德·賈比爾·薩巴赫死後即位，1950年2月25日加冕，該日現為科威特國慶日。1961年科威特從英國獨立，1962年頒布科威特憲法。1965年卒。其異母弟薩巴赫·薩利姆·薩巴赫為下任埃米爾。
1. ↑  Paul Salem.  (PDF). Carnegie Endowment for International Peace. June 2007, (3): 4  [2024-07-21]. JSTOR resrep12897. （原始内容存档 (PDF)于2023-04-18）.